# Борщёв
Борщёв (укр. Борщів) — город в Чортковском районе Тернопольской области Украины. Административный центр Борщёвской городской общины.

## Географическое положение
Город Борщёв находится на левом берегу реки Ничлава, на расстоянии в 1,5 км расположены сёла Верхняковцы и Слободка-Мушкатовская.

## Население
По результатам Всеукраинской переписи населения 2001 года численность населения составляла 11251 человек.
По состоянию на 1 января 2013 года численность населения составляла 11 222 человека.

### Языковой состав
Родной язык населения по данным переписи 2001 года:
| Язык       | Численность, чел. | Доля     |
| ---------- | ----------------- | -------- |
| Украинский | 11 080            | 98,48 %  |
| Русский    | 133               | 1,18 %   |
| Другое     | 38                | 0,34 %   |
| Итого      | 11 251            | 100,00 % |

## История
Селение известно с XV века.
1456 год — первое упоминание о Борщёве, как собственности шляхтичей Дудинских.
После первого раздела Речи Посполитой в 1772 году оказался в составе Австрии (с 1867 года — Австро-Венгрии).
В 1890 году Борщов являлся уездным городом с населением 3626 человек.
После окончания советско-польской войны Борщёв остался в составе Польши и стал центром повята в Тарнопольском воеводстве.
В 1939 году присвоен статус города. В октябре 1939 года здесь началось издание местной газеты.
В ходе Великой Отечественной войны с 7 июля 1941 до 6 апреля 1944 года Борщев был оккупирован немецкими войсками и входил в состав «генерал-губернаторства».
В 1950 году здесь действовали спиртзавод, табачно-ферментационный завод, маслодельный завод, производство стройматериалов, районная сельскохозяйственная школа, средняя школа и Дом культуры.
В 1968 году численность населения составляла 8,6 тыс. человек, здесь действовали сахарный завод, спирто-консервный завод, маслодельный завод, табачно-ферментационный завод, фабрика канцтоваров и техникум механизации сельского хозяйства.
В 1979 году здесь действовали сахарный завод, спиртзавод, сыродельный завод, табачный завод, кукурузокалибровочный завод, фабрика канцтоваров, комбинат бытового обслуживания, райсельхозтехника, техникум механизации сельского хозяйства, три общеобразовательные школы, три лечебных учреждения, Дом культуры, кинотеатр и семь библиотек.
В январе 1989 года численность населения составляла 11 305 человек, здесь действовали сахарный завод, сыродельный завод и несколько других промышленных предприятий (спиртовой завод, табачный завод, кукурузокалибровочный завод и фабрика канцелярских товаров).
В мае 1995 года Кабинет министров Украины утвердил решение о приватизации находившихся в городе АТП-16138, сырзавода и ПМК № 250.
В ходе административно-территориальной реформы в Украине, в 2020 году Борщёвский район был упразднён, а город стал административным центром Борщёвской городской общины Чортковского района.

## Экономика
- Борщёвский спиртовой завод.
- Сырзавод.
- Кирпичный завод.

## Объекты социальной сферы
- Три школы.
- Музыкальная школа.
- Борщёвский агротехнический колледж.
- ПТУ.
- ДЮСШ.
- Дом культуры.
- Больница.
- Стадион.

## Транспорт
Станция Борщёв Львовской железной дороги.
Также через город проходят автомобильные дороги Т-2002, Т-2012 и Р-24.

## Города-побратимы
- Стара-Загора (Болгария).

## Упоминания в кинематографе
В фильме Стэнли Кубрика «Доктор Стрейнджлав, или Как я перестал бояться и полюбил бомбу» ракетная база возле Борщёва является второстепенной целью ядерной атаки.